# جراح مدنی
در ایالات متحده، یک جراح مدنی (انگلیسی: Civil surgeon) توسط خدمات شهروندی و مهاجرت ایالات متحده (USCIS) برای انجام معاینات پزشکی مهاجرانی که برای ویزاهای خاص، تنظیم وضعیت و سایر مزایای مهاجرت درخواست می‌کنند، تعیین می‌شود. جراحان مدنی نقش مهمی در حصول اطمینان از اینکه مهاجران از نظر پزشکی مناسب برای ورود به ایالات متحده هستند و خطری برای سلامت عمومی ندارند بازی می‌کنند.
برای تبدیل شدن به یک جراح مدنی، یک پزشک ابتدا باید مدرک پزشکی و مجوز فعالیت پزشکی را در ایالتی که در آن معاینات پزشکی مرتبط با مهاجرت را انجام می‌دهد، دریافت کند. سپس آنها باید به USCIS درخواست دهند و معیارهای واجد شرایط بودن خاصی را داشته باشند، که شامل نشان دادن دانش قوانین و مقررات مهاجرت مربوط به معاینات پزشکی است. پس از تأیید، جراحان مدنی مجاز به انجام معاینات پزشکی مرتبط با مهاجرت و تکمیل فرم‌های پزشکی مورد نیاز برای درخواست‌های مهاجرت هستند.
در طول معاینه پزشکی، یک جراح مدنی معاینه فیزیکی متقاضی را انجام می‌دهد، سابقه پزشکی آنها را بررسی می‌کند و آزمایش‌های آزمایشگاهی و واکسیناسیون‌های لازم را انجام می‌دهد. جراح مدنی مسئول تعیین اینکه آیا متقاضی دارای شرایط پزشکی است که آنها را برای ایالات متحده غیرقابل قبول می‌کند یا نیاز به مراقبت‌های پزشکی بعدی دارد. جراحان مدنی باید این معاینات را طبق دستورالعمل‌های منتشر شده توسط CDC انجام دهند.
جراحان مدنی می‌توانند توسط دولت استخدام شوند یا در مطب‌های خصوصی کار کنند. آنها باید به استانداردها و دستورالعمل‌های دقیق تعیین شده توسط USCIS و وزارت بهداشت و خدمات انسانی ایالات متحده پایبند باشند. نقش جراحان مدنی ارائه یک ارزیابی پزشکی عینی و بی طرفانه از مهاجران متقاضی ورود به ایالات متحده است.
جراحان مدنی جزء ضروری سیستم مهاجرت ایالات متحده هستند و اطمینان حاصل می‌کنند که مهاجران از نظر پزشکی برای ورود به کشور مناسب هستند. کار آنها به محافظت از سلامت عمومی و جلوگیری از گسترش بیماری‌های واگیر کمک می‌کند.